# Voloceaievka, Rozdolne
Voloceaievka (în ucraineană Волочаєвка) este un sat în comuna Kovîlne din raionul Rozdolne, Republica Autonomă Crimeea, Ucraina.

## Demografie
Componența lingvistică a localității Voloceaievka
     Rusă (62,84%)
     Tătară crimeeană (30,07%)
     Ucraineană (6,85%)
     Alte limbi (0,24%)
Conform recensământului din 2001, majoritatea populației localității Voloceaievka era vorbitoare de rusă (62,84%), existând în minoritate și vorbitori de tătară crimeeană (30,07%) și ucraineană (6,85%).